# トム・ジェフリーズ
トム・ジェフリーズ（Tom Jeffries、1999年3月15日 - ）は、JAPAN RUGBY LEAGUE ONE横浜キヤノンイーグルスに所属するオーストラリア出身のラグビーユニオン選手。

## プロフィール
- オーストラリア出身[1]。
- ポジションはロック(LO)。
- 身長 202cm、体重 114kg
- 兄のサム・ジェフリーズもラグビー選手[2]。

## 略歴
オーストラリア・クイーンズランド州ブリスベンのブラザーズRCを経て、2022年、NTTドコモレッドハリケーンズ大阪に加入。
2022年12月17日に行われたJAPAN RUGBY LEAGUE ONE DIVISION3第1節、九州電力キューデンヴォルテクス戦にて先発出場で日本での公式戦初出場を果たした
2024年7月、横浜キヤノンイーグルスに入団。